# Sylwester Kruczkowski (oficer)
Sylwester Kruczkowski (ur. 15 grudnia 1892 w Pilźnie, zm. ?) – major piechoty Wojska Polskiego.

## Życiorys
Urodził się 15 grudnia 1892 w Pilźnie, w rodzinie Sylwestra (ur. 1862), lekarza weterynarii i urzędnika. Wywodził się z rodziny Kruczkowskich nie herbu Korwin, lecz tego przydomku i herbu własnego.
Podczas I wojny światowej został powołany do służby w cesarskiej i królewskiej Armii. Będąc kadetem 30 pułku piechoty odniósł rany, o czym informowano na początku września 1915. Został mianowany podporucznikiem ze starszeństwem z 1 sierpnia 1916 w korpusie oficerów rezerwy piechoty. Był przydzielony do 10. kompanii 30 pułku piechoty. W 1917 został ranny. W 1918 służył w 2. kompanii karabinów maszynowych macierzystego pułku i został ranny po raz drugi.
Po odzyskaniu przez Polskę niepodległości został przyjęty do Wojska Polskiego. 25 listopada 1920 został zatwierdzony z dniem 1 kwietnia 1920 w stopniu porucznika, w grupie oficerów byłej armii austro-węgierskiej. Do wiosny 1928 służył w 56 pułku piechoty w Krotoszynie. 3 maja 1922 został zweryfikowany w stopniu kapitana ze starszeństwem z 1 czerwca 1919 i 1397. lokatą w korpusie oficerów piechoty. W kwietniu 1928 został przeniesiony do 33 pułku piechoty w Łomży. 27 stycznia 1930 został mianowany majorem ze starszeństwem z 1 stycznia 1930 i 49. lokatą w korpusie oficerów piechoty. W marcu tego roku został przeniesiony do 6 pułku strzelców podhalańskich w Samborze na stanowisko kwatermistrza. W sierpniu 1935 został przeniesiony do Powiatowej Komendy Uzupełnień Złoczów na stanowisko komendanta. 1 września 1938 dowodzona przez niego jednostka została przemianowana na Komendę Rejonu Uzupełnień Złoczów, a zajmowane przez niego stanowisko otrzymało nazwę „komendant rejonu uzupełnień”. W 1939 w dalszym ciągu pełnił służbę na tym stanowisku.
Po II wojnie światowej pod koniec lat 40. był prezesem Komitetu Organizacyjnego Stowarzyszenia Polskich Kombatantów na Austrię.

## Ordery i odznaczenia
- Krzyż Walecznych (dwukrotnie, przed 1923)[16][3]
- Srebrny Krzyż Zasługi (3 sierpnia 1928)[29][30][2][3]

- Krzyż Zasługi Wojskowej 3 klasy z dekoracją wojenną i z mieczami (Austro-Węgry, przed 1918)[12]
- Brązowy Medal Zasługi Wojskowej na wstążce Krzyża Zasługi Wojskowej (Austro-Węgry, przed 1917)[11] z mieczami (przed 1918)[12]
- najwyższe pochwalne uznanie (Austro-Węgry, 1917)[31][32]

21 marca 1933 Komitet Krzyża i Medalu Niepodległości odrzucił wniosek o nadanie mu tego odznaczenia „z powodu braku pracy niepodległościowej”.